# Oliver Bjorkstrand
Oliver Bjorkstrand (Herning, Dinamarca, 10 de abril de 1995), apodado The Maestro, Bjork o Bjorky, es un jugador profesional danés de hockey sobre hielo que se desempeña en la posición de extremo derecho en Seattle Kraken, equipo de la National Hockey League (NHL).

## Carrera

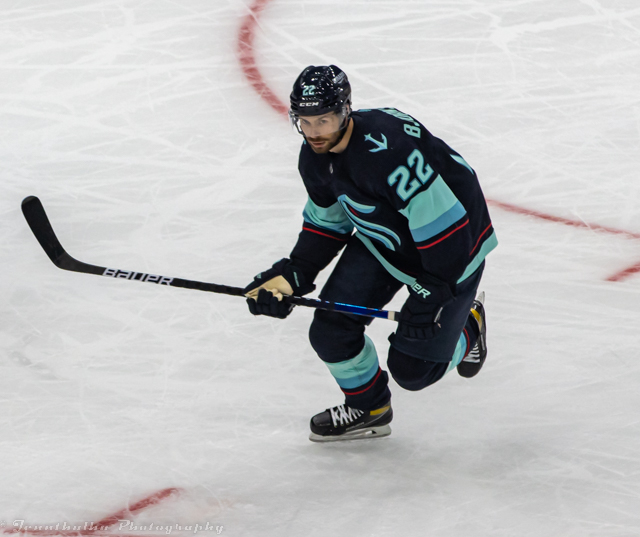
Bjorkstrand en un partido contra Edmonton Oilers

Fue seleccionado en la tercera ronda en la NHL Entry Draft de 2013. En 2015 hizo su debut profesional con el equipo Columbus Blue Jackets, en el cual jugó siete temporadas (2015-2022), después pasó a Seattle Kraken, donde lleva jugando dos temporadas.